# Labroglobigerina
Labroglobigerina es un género de foraminífero planctónico considerado como nomen nudum e invalidado, por ser descrito impropiamente como un morfogénero, aunque fue considerado un sinónimo posterior de Globigerinelloides de la Subfamilia Globigerinelloidinae, de la Familia Globigerinelloididae, de la Superfamilia Planomalinoidea, del Suborden Globigerinina y del Orden Globigerinida. Su especie-tipo era Labroglobigerina spectra. Su rango cronoestratigráfico abarcaba el Aptiense superior (Cretácico inferior).

## Descripción
Su descripción parece coincidir con la del género Globigerinelloides, ya que Labroglobigerina ha sido considerado un sinónimo objetivo posterior.

## Discusión
El género Labroglobigerina no ha tenido mucha difusión entre los especialistas. Labroglobigerina ha sido considerado un nombre inválido al ser descrito como un morfogénero, y su especie tipo como un morfogenerotipo, categorías taxonómicas que no son reconocidas por el ICZN. Clasificaciones posteriores incluirían Labroglobigerina en la Familia Schackoinidae.

## Clasificación
Labroglobigerina incluía a las siguientes especie y subespecies:
- Labroglobigerina spectrum †
  - Labroglobigerina spectrum algerianum †
  - Labroglobigerina spectrum buxforti †
  - Labroglobigerina spectrum cheniourense †
  - Labroglobigerina spectrum whashitense †